# Ованес Каменаци
Оване́с Каменаци́ (Иоанн Каменецкий, арм. Հովհաննես Կամենացի; даты рождения и смерти неизвестны) — армянский историк XVII века, автор «Истории Хотинской войны».
О жизни Ованеса почти ничего неизвестно. Родился и жил в Каменец-Подольском. Был священником (протоиереем). По распоряжению своего отца Тэр-Акопа, также священника, в 1627 году написал труд «История Хотинской войны» (арм. Պատմութիւն պատերազմին Խոթինու). В труде день за днём описываются ход битвы под Хотином 1621 года и последовавшее подписание мирного соглашения. 
Целью автора было не только рассказать о длительном и кровопролитном сражении (отчего оно и было названо «войной»), но и, используя литературный инструментарий, вызвать у читателя восхищение героизмом войска Речи Посполитой и казаков. С особой симпатией он изображал гетмана Сагайдачного. Состоит из введения и 18 глав, изложение заканчивается рассказом об убийстве Османа II в 1622 году. Написан на древнеармянском языке (грабар). Ованес был очевидцем многих событий, о которых писал, поэтому его «История» имеет большую ценность для изучения Хотинской битвы. Пользовался также более ранними первоисточниками (в том числе польскими), в особенности «Каменецкой хроники» Оксента Каменаци. Сочинение Каменаци было обнаружено в 1953 году в Матенадаране (рукопись № 2644, л. 229–254). Труд был опубликован усилиями А. Анасяна — сначала на русском (в 1958 году, в переводе К. Юзбашяна), и только в 1964 году был издан оригинальный текст.

## Комментарии
1. ↑  Полное название труда — «История Хотинской войны, происходившей во времена турецкого султана Османа, когда армянским католикосом в Святом Эчмиадзине был Мелхиседек»
2. ↑  Акоп Седракович Анасян (15.05.1904, Эскишехир, Османская империя — 28.01.1988, Лос-Анджелес, США) — армянский историк, филолог и источниковед.